# Fernando Girón de Salcedo y Briviesca

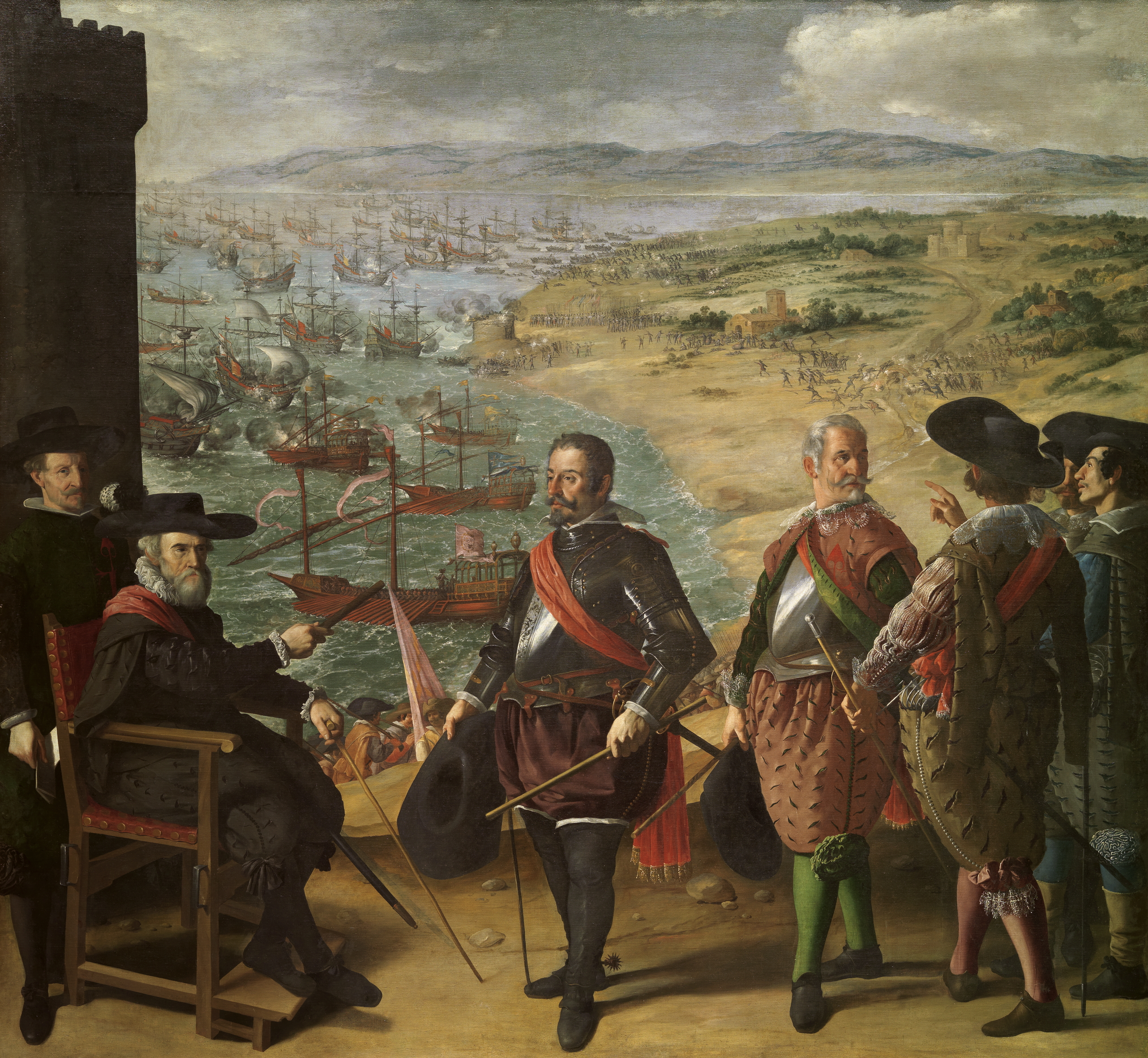
Defensa de Cádiz contra los ingleses (1634-35), de Zurbarán, Museo del Prado, Madrid. Fernando Girón (sentado) impartiendo órdenes a sus subordinados (frente a él, el teniente de maestre de campo Diego Ruiz), mientras al fondo se contempla el desembarco de las tropas angloholandesas frente al fuerte de El Puntal.

Fernando Girón de Salcedo y Briviesca (Talavera de la Reina, Toledo, ca. 1564 - 6 de septiembre de 1630). Primer marqués de Sofraga, fue Consejero de Guerra de Felipe IV en Flandes y Maestre de campo general de Aragón, con la castellanía de la Aljafería de Zaragoza, así como Gran canciller y bailío del Santo Sepulcro de la Orden de San Juan de Jerusalén y Gentilhombre de Cámara de los reyes Felipe III y Felipe IV.

## Biografía
Fernando Girón de Salcedo y Briviesca era hijo de Sancho Hurtado Girón de Salcedo, señor de Casalegas, y de Juana de Bribiesca y sobrino-nieto del también talaverano García Loaysa y Girón, eclesiástico. Siendo ambos descendientes de un importante linaje de regidores de Talavera de la Reina.
Sirvió como capitán en el Ejército de Flandes, como maestre de campo de la Armada del Mar Océano y castellano de Jaca, en Aragón. En 1608 se convirtió en miembro del Consejo Supremo de Guerra. Sirvió como embajador en Francia de 1618 a 1620. Tras regresar de Francia, retoma sus funciones como Consejero de Guerra y se convierte en miembro del Consejo de Estado en 1622.
Aparece en un importante óleo de Zurbarán, Defensa de Cádiz contra los ingleses, en el que se halla sentado por estar aquejado entonces de gota, lo que no le impidió derrotar al ejército inglés, que estaba capitaneado por Sir Edward Cecil, vizconde de Wimbledon, repeliendo el ataque que se produjo el 1 de noviembre de 1625. Este éxito colmó de honores a este militar, quien fue nombrado por Felipe IV marqués de Sofraga unos meses más tarde, en 1626.
Felipe IV le nombró su gobernador general del Milanesado (10 de julio de 1626) y virrey de Navarra (1629) pero rechazó ambos honores por su enfermedad, retirándose a su pueblo natal, donde moriría el 6 de septiembre de 1630. Se encuentra enterrado en la capilla-enterramiento del trascoro de la Colegiata de Santa María de Talavera de la Reina. Dado que murió soltero, el título de marqués de Sofraga recayó en su sobrino Sancho Girón.